# The Boyz
Cette page contient des caractères spéciaux ou non latins. S’ils s’affichent mal (▯, ?, etc.), consultez la page d’aide Unicode.
The Boyz (hangeul : 더보이즈, stylisé THE BOYZ) est un boys band sud-coréen de K-pop. Formé en 2017 par Cre.ker Entertainment (désormais connu comme IST Entertainment), le groupe est désormais constitué de dix membres : Sangyeon, Jacob, Younghoon, Hyunjae, Juyeon, Kevin, New, Q, Sunwoo et Eric. Le membre Hwall quitte le groupe en octobre 2019 pour des raisons de santé, tandis que le membre JuHaknyeon quitte le groupe en juin 2025 à cause d’un scandale médiatique.
En décembre 2024, les membres de The Boyz choisissent de quitter IST Entertainment à la suite de l'expiration de leurs contrats et décident de signer avec One Hundred Label.

## Histoire

### Origines
Début 2017, plusieurs membres du groupe The Boyz apparaissent dans différents clips vidéos de plusieurs artistes, que ce soit comme caméo ou comme rôle principal,. Kevin est d'abord connu du public en tant que candidat de K-Pop Star 6, où il est éliminé en début de compétition. Par la suite, il a la chance de participer à la bande-son du drama Saimdang, Light's Diary, en avril 2017. En janvier 2017, Sunwoo est un participant de High School Rapper où il est aussi éliminé en début de compétition,. En mars 2017, JuHaknyeon participe à la saison 2 de Produce 101 où il atteint la 19e place lors de l’épisode final,.
Le 4 juillet, le groupe est annoncé sous le nom de Cre.kerz, via les réseaux sociaux de leur agence. Le 18 juillet, leur nom officiel est révélé. Du 23 août au 11 octobre, leur première télé-réalité, Flower Snack, est diffusée, pour laquelle la chanson I'm Your Boy sera publiée,,. Le 28 octobre, ils organisent leur première convention avec leurs fans nommée « Heart to Heart », pour 1 000 d’entre eux. En novembre de la même année, les douze membres signent un contrat exclusif en tant que modèles pour la marque d’uniforme scolaire Skoolooks, ainsi que pour la marque de cosmétique Siero Cosmetic,. Le 4 décembre, Cre.Ker Entertainment a confirmé que le groupe a signé un contrat avec Sony Music pour leurs promotions au Japon.

### Débuts et succès (2017–2019)

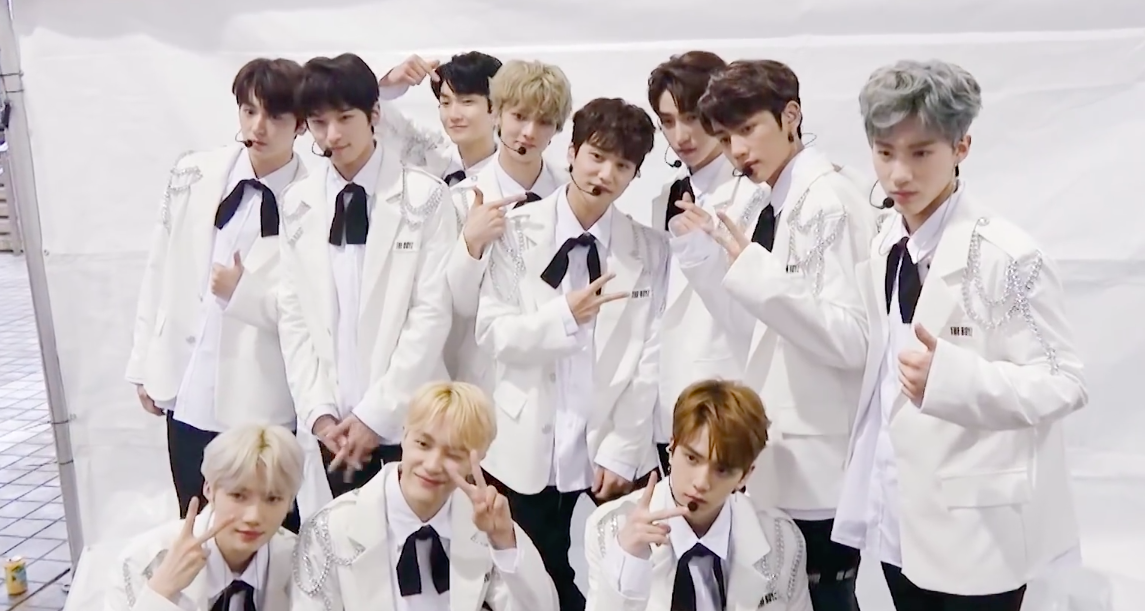
The Boyz en 2018.

Le 6 décembre 2017, The Boyz débute officiellement avec la sortie de son premier EP nommé The First avec le titre principal Boy,,. Du 12 février au 15 mars 2018, leur deuxième télé-réalité, THE 100, est diffusée sur V LIVE. Par la suite, le 23 mars, ils tiennent un mini-concert en ligne. Sangyeon obtient son premier rôle permanent dans l'émission We are the One, qui est diffusée du 26 février jusqu’à sa résiliation le 26 mars,. Le groupe est invité à se produire lors des 12e Asian Film Awards à Macao, c’était leur première performance à l'étranger.
Le 3 avril 2018, The Boyz publie son deuxième EP nommé The Start avec sa chanson titre Giddy Up,. En raison d'ennuis de santé, Hwall ne peut participer aux promotions avec le groupe et doit par la suite arrêter toutes ses activités pendant trois mois,. Le 12 juillet 2018, le groupe au complet sort un single digital spécial nommé Keeper,,. Le 24 juillet, ils gagnent leur premier prix, « Rookie Award », lors des Korea Brand Awards.
Le groupe apparait dans la télé-réalité Happy Arrived at our House visant à sensibiliser le public au problème des chiens abandonnés dans les rues en Corée. Ils prennent temporairement soin de deux chiots (Peanut et Walnut) jusqu'à ce qu'ils trouvent un foyer. Le 30 août, le groupe gagne un autre Rookie Award aux Soribada Best K-Music Awards. Le 5 septembre, ils font leur retour après cinq mois avec le single The Sphere et la chanson Right Here. Le 28 septembre 2018, Q est annoncé comme le dernier danseur à rejoindre les Main Dancers of Hallyu, en compagnie d'autres danseurs de groupes de garçons tels que Shownu de Monsta X, Yugyeom de GOT7, Hoshi de Seventeen, Taeyong de NCT et JR de NU'EST. Le 2 octobre, il participe également à l'émission Dance War qui est diffusée du 2 octobre au 5 novembre, sous le pseudonyme « Pink 02 », où il atteint la 3e manche avant d'être éliminé.
Le groupe sort son troisième EP The Only avec sa chanson principale No Air, le 29 novembre 2018. Le premier décembre, le groupe gagne un autre prix de « meilleur nouveau groupe » aux MelOn Music Awards de 2018.
Le groupe sort son deuxième single album Bloom Bloom et sa chanson titre Bloom Bloom, le 29 avril 2019. Le 7 mai 2019, The Boyz remporte son tout premier prix dans l'émission musicale The Show. Le groupe sort par la suite son 4e EP Dreamlike et sa chanson titre D.D.D le 19 août 2019. À la suite de soucis de santé, le 23 octobre 2019, Hwall prend la décision de quitter le groupe. Le 6 novembre 2019, The Boyz débute officiellement au Japon, avec son tout premier EP japonais Tattoo et sa chanson titre du même nom Tattoo. Le 6 décembre 2019, le groupe sort un single numérique spécial intitulé White (화이트) pour fêter leur 2e anniversaire. Du 11 au 20 décembre, The Boyz s'envole pour l'Europe afin d'y réaliser sa tournée Dreamlike comprenant les villes de Berlin, Paris, Londres et Amsterdam.

### DeRevealàMaverick(2020–2021)
Le 10 février 2020, le groupe revient avec son tout premier album studio Reveal et sa chanson titre homonyme Reveal. Le 20 mars 2020, Mnet révèle les groupes participant à sa nouvelle télé-réalité Road to Kingdom. The Boyz en fait partie, aux côtés de Pentagon, ONF, Verivery (en), TOO (en), Golden Child et Oneus. Le 12 juin, le groupe sort leur nouvelle chanson Checkmate lors de la finale de l'émission. The Boyz remporte l'émission, lui offrant ainsi une place pour le programme Kingdom prévu pour 2021. Le 21 septembre 2020, The Boyz sort son 5e EP : Chase, et sa chanson titre The Stealer. Cette chanson leur rapportera 4 victoires lors des émissions musicales. Le 7 décembre 2020, est réalisé le single numérique Christmassy! pour fêter leur 3e anniversaire.
Le 24 février 2021, The Boyz révèle le clip de Breaking Dawn, la chanson principale de l'album japonais homonyme qui sortira le 17 mars suivant. Le 1er juin 2021, Mnet publie la deuxième partie de Road to Kingdom : Kingdom : Legendary War, qui invite des groupes populaire comme : Stray Kids, Ateez, BtoB, iKon et SF9. Le group termine l'émission à la 2e place derrière les gagnants : Stray Kids. Le 11 juin 2021, The Boyz publie leur single promotionnel Drink It sous la plateforme Universe Music pour l'application mobile Universe. Le 9 août 2021, The Boyz sort son 6e EP avec titre et single, Thrill Ride. Le 17 septembre est annoncé la fusion par Kakao Entertainment la fusion de l'agence des Boyz, Cre.ker Entertainment et PlayM Entertainment pour former une nouvelle agence, IST Entertainment. Les membres New et Juyeon animent la station de radio Station Z sur KBS Cool pendant quatre semaines tous les dimanches à partir du 10 octobre. Le 1er novembre, le groupe sort le single Maverick, dont l'album est composé de trois chansons. Maverick se termine avec succès en rapportant 5 victoires musicales. Le 6 décembre 2021, le groupe sort leur single numérique Candles pour commémorer leur 4e anniversaire.

### She's the Boss(depuis 2022)
Le 24 janvier 2022 est annoncé par IST Entertainment que le membre Eric est positif au Covid-19. Le 26 janvier 2022, le membre Younghoon était lui aussi positif. Le 27 janvier 2022, les membres Hyunjae et Ju Haknyeon sont eux aussi positif. Le 30 janvier 2022, Sangyeon est aussi positif. Le 27 mai 2022, The Boyz sortent leur deuxième album studio japonais, She's the Boss.

## Membres

### Membres actuels
| Nom de scène | Nom de scène | Nom de naissance | Nom de naissance | Date de naissance | Nationalité  | Position                       |
| Romanisé     | Coréen       | Romanisé         | Coréen           | Date de naissance | Nationalité  | Position                       |
| ------------ | ------------ | ---------------- | ---------------- | ----------------- | ------------ | ------------------------------ |
| Sangyeon     | 상연         | Lee Sang-yeon    | 이상연           | 4 novembre 1996   | Sud-coréenne | Leader, chanteur et danseur    |
| Jacob        | 제이콥       | Jacob Bae        | 제이콥 배        | 30 mai 1997       | Canadienne   | Co-leader, chanteur et danseur |
| Younghoon    | 영훈         | Kim Young-hoon   | 김영훈           | 8 août 1997       | Sud-coréenne | Chanteur et danseur            |
| Hyunjae      | 현재         | Lee Jae-hyun     | 이재현           | 13 septembre 1997 | Sud-coréenne | Chanteur et danseur            |
| Juyeon       | 주연         | Lee Ju-yeon      | 이주연           | 15 janvier 1998   | Sud-coréenne | Chanteur et danseur            |
| Kevin        | 케빈         | Kevin Moon       | 케빈 문          | 23 février 1998   | Canadienne   | Chanteur et danseur            |
| New          | 뉴           | Choi Chan-hee    | 최찬희           | 26 avril 1998     | Sud-coréenne | Chanteur et danseur            |
| Q            | 큐           | Ji Chang-min     | 지창민           | 5 novembre 1998   | Sud-coréenne | Chanteur et danseur            |
| Sunwoo       | 선우         | Kim Sun-woo      | 김선우           | 12 avril 2000     | Sud-coréenne | Chanteur, rappeur et danseur   |
| Eric         | 에릭         | Sohn Young-jae   | 손영재           | 22 décembre 2000  | Sud-coréenne | Chanteur, rappeur et danseur   |

### Anciens membres
- Hwall (hangeul : 활 ; né le 9 mars 2000 (25 ans)) — départ le 23 octobre 2019[38]
- Ju Haknyeon (hangeul : 주학년 ; né le 26 mars 1999 (26 ans)) - départ le 18 juin 2025[39]

## Discographie

### Albums coréens
| Année                                                                       | Titre                               | Détails                                                              | Classements | Classements | Ventes                |
| Année                                                                       | Titre                               | Détails                                                              | COR         | JAP         | Ventes                |
| --------------------------------------------------------------------------- | ----------------------------------- | -------------------------------------------------------------------- | ----------- | ----------- | --------------------- |
| 2017                                                                        | The First                           | - Date de sortie : 6 décembre 2017 - Label : Cre.ker Entertainment   | 3           | —           | COR : plus de 82 100  |
| 2018                                                                        | The Start                           | - Date de sortie : 3 avril 2018 - Label : Cre.ker Entertainment      | 2           | —           | COR : plus de 90 900  |
| 2018                                                                        | The Sphere                          | - Date de sortie : 5 septembre 2018 - Label : Cre.ker Entertainment  | 4           | —           | COR : plus de 69 300  |
| 2018                                                                        | The Only                            | - Date de sortie : 29 novembre 2018 - Label : Cre.ker Entertainment  | 3           | —           | COR : plus de 154 000 |
| 2019                                                                        | Bloom Bloom                         | - Date de sortie : 29 avril 2019 - Label : Cre.ker Entertainment     | 2           | —           | COR : plus de 152 000 |
| 2019                                                                        | Dreamlike                           | - Date de sortie : 23 septembre 2019 - Label : Cre.ker Entertainment | 2           | 27          | COR : plus de 162 000 |
| 2020                                                                        | Reveal                              | - Date de sortie : 10 février 2020 - Label : Cre.ker Entertainment   | 1           | 12          | COR : plus de 154 000 |
| 2020                                                                        | Chase                               | - Date de sortie : 21 septembre 2020 - Label : Cre.ker Entertainment | 2           | 30          | COR : plus de 425 000 |
| 2021                                                                        | Thrill-ing                          | - Date de sortie : 9 août 2021 - Label : Cre.ker Entertainment       | 1           | 10          | COR : plus de 642 000 |
| 2021                                                                        | Maverick                            | - Date de sortie : 1er novembre 2021 - Label : Cre.ker Entertainment | 1           | —           | COR : plus de 642 000 |
| 2022                                                                        | Be Aware                            | - Date de sortie : 16 août 2022 - Label : IST Entertainment          | 1           | 29          | COR : plus de 584 000 |
| 2023                                                                        | Be Awake                            | - Date de sortie : 20 février 2023 - Label : IST Entertainment       | 2           | 21          | COR : plus de 535 000 |
| 2023                                                                        | Phantasy Pt. 1: Christmas in August | - Date de sortie : 7 août 2023 - Label : IST Entertainment           | 2           | 33          | COR : plus de 417 000 |
| 2023                                                                        | Phantasy Pt. 2: Sixth Sense         | - Date de sortie : 20 novembre 2023 - Label : IST Entertainment      | 1           | 40          | COR : plus de 503 000 |
| 2024                                                                        | Phantasy Pt. 3: Love Letter         | - Date de sortie : 18 mars 2024 - Label : IST Entertainment          | 1           | —           | COR : plus de 492 000 |
| 2024                                                                        | Trigger (導火線)                    | - Date de sortie : 28 octobre 2024 - Label : IST Entertainment       | 4           | —           | COR : plus de 504 000 |
| 2025                                                                        | Unexpected                          | - Date de sortie : 17 mars 2025 - Label : One Hundred Label          | 1           | —           | COR : plus de 757 000 |
| 2025                                                                        | A;effect                            | - Date de sortie : 28 juillet 2025 - Label : One Hundred Label       | À venir     | À venir     | À venir               |
| "—" indique que l'album ne s'est pas classé ou n'est pas sorti dans ce pays |                                     |                                                                      |             |             |                       |

### Albums japonais
| Année | Titre          | Détails                                                          | Classement | Ventes                 |
| Année | Titre          | Détails                                                          | JAP        | Ventes                 |
| ----- | -------------- | ---------------------------------------------------------------- | ---------- | ---------------------- |
| 2019  | Tattoo         | - Date de sortie : 6 novembre 2019 - Label : Ariola Japan        | 4          | - JAP : plus de 19 000 |
| 2021  | Breaking Dawn  | - Date de sortie : 17 mars 2021 - Label : Ariola Japan           | 4          | - JAP : plus de 26 000 |
| 2022  | She’s the Boss | - Date de sortie : 27 mai 2022 - Label : Universal Music IST     | 5          | - JAP : plus de 44 000 |
| 2023  | Delicious      | - Date de sortie : 13 juin 2023 - Label : Universal Music IST    | 2          | - JAP : plus de 50 000 |
| 2024  | Gibberish      | - Date de sortie : 19 juillet 2024 - Label : Universal Music IST | 6          | - JAP : plus de 27 000 |

## Distinctions

### Coréennes
| Année                         | Cérémonie                          | Travail nommé | Résultat   | Réf.   |
| ----------------------------- | ---------------------------------- | ------------- | ---------- | ------ |
| Asia Artist Awards            |                                    |               |            |        |
| 2018                          | Popularity Award                   | The Boyz      | Nomination | [ 58 ] |
| 2018                          | Male Rookie of the Year Award      | The Boyz      | Lauréat    | [ 58 ] |
| Gaon Chart Music Awards       |                                    |               |            |        |
| 2018                          | New Artist of the Year (Album)     | The First     | Nomination | [ 59 ] |
| 2019                          | World Rookie Award                 | The Boyz      | Lauréat    | [ 60 ] |
| Golden Disc Awards            |                                    |               |            |        |
| 2019                          | Best New Artist                    | The Boyz      | Nomination | [ 61 ] |
| Korea Popular Music Awards    |                                    |               |            |        |
| 2018                          | Rookie of the Year                 | The Boyz      | Lauréat    | [ 62 ] |
| MBC Plus X Genie Music Awards |                                    |               |            |        |
| 2018                          | Artist of the Year                 | The Boyz      | Nomination | ,      |
| 2018                          | Male Rookie Award                  | The Boyz      | Nomination | ,      |
| 2018                          | Genie Music Popularity Award       | The Boyz      | Nomination | ,      |
| MelOn Music Awards            |                                    |               |            |        |
| 2018                          | B Meilleur nouveau groupe masculin | The Boyz      | Lauréat    | [ 65 ] |
| Mnet Asian Music Awards       |                                    |               |            |        |
| 2018                          | Meilleur nouveau groupe masculin   | The Boyz      | Nomination | [ 66 ] |
| 2018                          | Artist of the Year                 | The Boyz      | Nomination | [ 66 ] |
| Seoul Music Awards            |                                    |               |            |        |
| 2019                          | New Artist Award                   | The Boyz      | Nomination | [ 67 ] |
| 2019                          | Popularity Award                   | The Boyz      | Nomination | [ 67 ] |
| 2019                          | Hallyu Special Award               | The Boyz      | Nomination | [ 67 ] |
| Soribada Best K-Music Awards  |                                    |               |            |        |
| 2018                          | New Hallyu Rookie Award            | The Boyz      | Lauréat    | [ 68 ] |

### Autres récompenses
| Année              | Prix                         | Travail nommé | Résultat   | Réf.   |
| ------------------ | ---------------------------- | ------------- | ---------- | ------ |
| Korea Brand Awards |                              |               |            |        |
| 2018               | Male Rookie Idol of the Year | The Boyz      | Lauréat    | [ 36 ] |
| V Live Awards      |                              |               |            |        |
| 2018               | Global Rookie Top 5          | The Boyz      | Lauréat    | [ 69 ] |
| 2019               | Global Artist Top 10         | The Boyz      | Nomination | [ 70 ] |

### Émissions musicales

#### The Show
| Année | Date      | Chanson     |
| ----- | --------- | ----------- |
| 2019  | 7 mai     | Bloom Bloom |
| 2020  | 6 octobre | The stealer |

#### Show Champion
| Année | Date         | Chanson     |
| ----- | ------------ | ----------- |
| 2020  | 30 septembre | The Stealer |

#### M Countdown
| Année | Date        | Chanson     |
| ----- | ----------- | ----------- |
| 2020  | 1er octobre | The Stealer |
| 2020  | 8 octobre   | The Stealer |